# Хермисвиль
Хермисвиль (нем. Hermiswil) — бывшая коммуна в Швейцарии, в кантоне Берн.
До 2009 года входила в состав округа Ванген, с 1 января 2010 года — в Обераргау. 1 января 2016 года вошла в состав коммуны Зеберг.
Население составляет 94 человека (на 31 декабря 2006 года). Официальный код — 0978.